# Ла Палма (Озолоапан)
Ла Палма (шп. La Palma) насеље је у Мексику у савезној држави Мексико у општини Озолоапан. Насеље се налази на надморској висини од 1207 м.

## Становништво
Према подацима из 2010. године у насељу је живело 10 становника.

### Хронологија
| Година       | 2000         | 2005        | 2010 |
| ------------ | ------------ | ----------- | ---- |
| Становништво | 21 (10 / 11) | 16 (5 / 11) | 10   |

### Попис
| # | Индикатор                     | Вредност |
| - | ----------------------------- | -------- |
| 1 | Укупно домаћинстава           | 4        |
| 2 | Укупно насељених домаћинстава | 2        |
| 3 | Величина локације             | 1        |